# Jan Hulsker

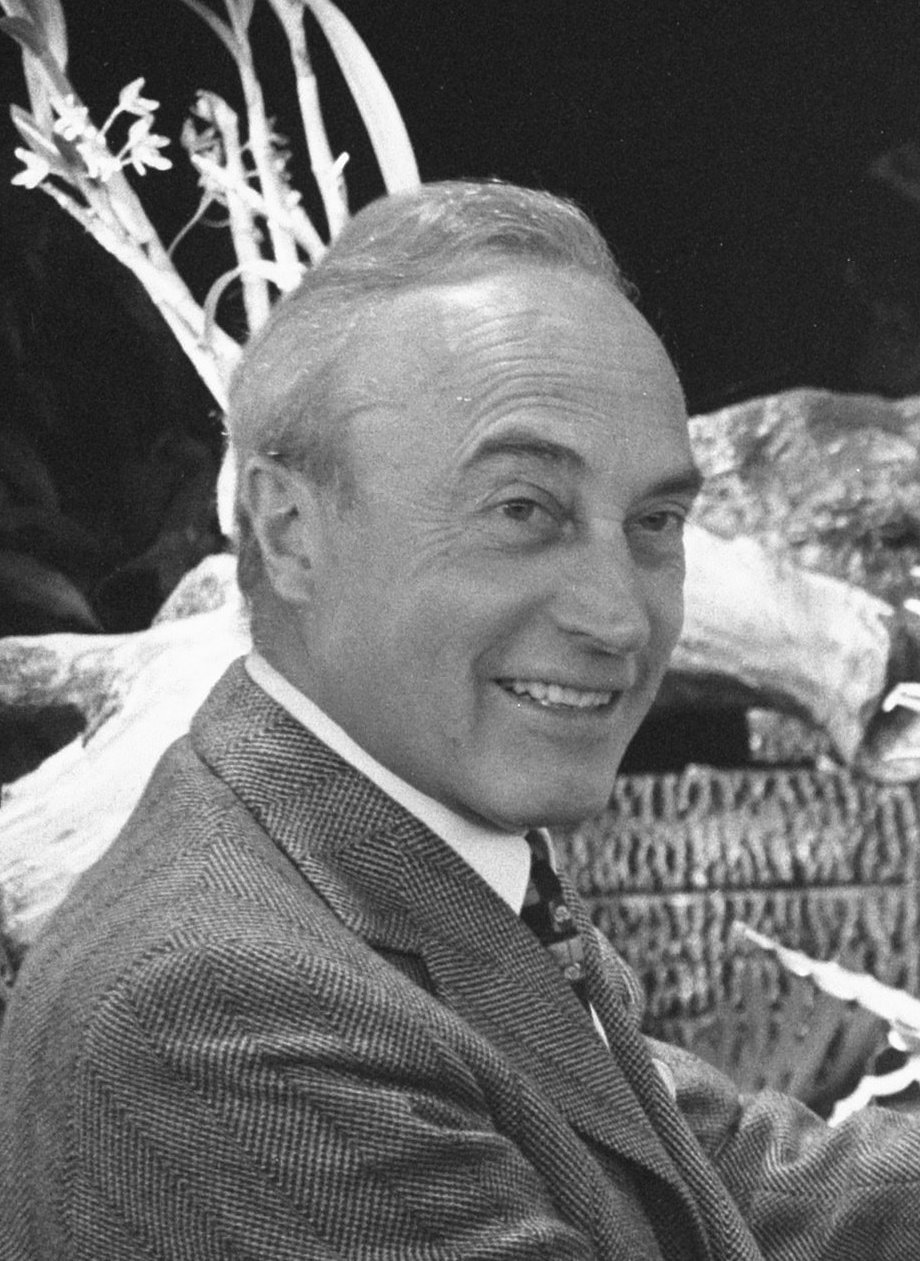
Jan Hulsker (1972)

Jan Hulsker (* 2. Oktober 1907 in Den Haag; † 2. November 2002 in Vancouver) war ein niederländischer Kunsthistoriker.
Hulsker studierte niederländische Literatur in Leiden. In den 1950er Jahren engagierte er sich stark für die Einrichtung des Van Gogh Museums und erforschte den Briefwechsel der van Goghs. In den 1980er Jahren wanderte Hulsker nach Kanada aus.
Hulskers Katalogisierung der Gemälde Vincent van Goghs ist ein Standardwerk der Kunstgeschichte. In Bildbeschreibungen wird seine Aufzählung mit dem Kürzel „JH“ gekennzeichnet.

## Werke
- The complete Van Gogh. Oxford: Phaidon 1980.
- Vincent and Theo van Gogh. A dual biography. Fuller Publications 1990. ISBN 0-940537-05-2.